# Bricquebec
Bricquebec ist eine Ortschaft und eine ehemalige französische Gemeinde mit 4.139 Einwohnern (Stand: 1. Januar 2022) im Département Manche in der Region Normandie. Sie gehörte zum Arrondissement Cherbourg und zum Kanton Bricquebec-en-Cotentin. Die Einwohner nennen sich Bricquebétais.
Mit Wirkung vom 1. Januar 2016 wurden die früheren Gemeinden Bricquebec, Les Perques, Quettetot, Saint-Martin-le-Hébert, Le Valdécie und Le Vrétot zu einer Commune nouvelle mit dem Namen Bricquebec-en-Cotentin fusioniert und haben in der neuen Gemeinde den Status einer Commune déléguée. Der Verwaltungssitz befindet sich im Ort Bricquebec.

## Toponymie
Bricquebec setzt sich aus brekka (Skandinavisch Hügel) und bekkr (Skandinavisch Bach, vgl. dt. Bach) zusammen.

## Geografie
Der Ort befindet sich im Zentrum der Halbinsel Cotentin, ungefähr 20 Kilometer von der Nord-, 15 Kilometer von der West- und 25 Kilometer von der Ostküste der Halbinsel entfernt.
Die wichtigsten Straßenverbindungen nach Cherbourg verlaufen im Norden und nach Saint-Sauveur-le-Vicomte im Süden (D 900), sowie nach Valognes im Osten und Barneville-Carteret im Südwesten (D 902).

## Bevölkerungsentwicklung
| Jahr      | 1962 | 1968 | 1975 | 1982 | 1990 | 1999 | 2006 | 2016 |
| Einwohner | 2873 | 3063 | 3142 | 3724 | 4363 | 4360 | 4221 | 4087 |

## Wappen
Das Wappen von Bricquebec zeigt auf goldenem Grund einen nach rechts gewandten rot bezungten, rot bewehrten und silbern bekrönten grünen Löwen.

## Sehenswürdigkeiten
- Schloss (9. Jahrhundert)
- Abtei Notre-Dame-de-Grâce de Bricquebec (19. Jahrhundert)

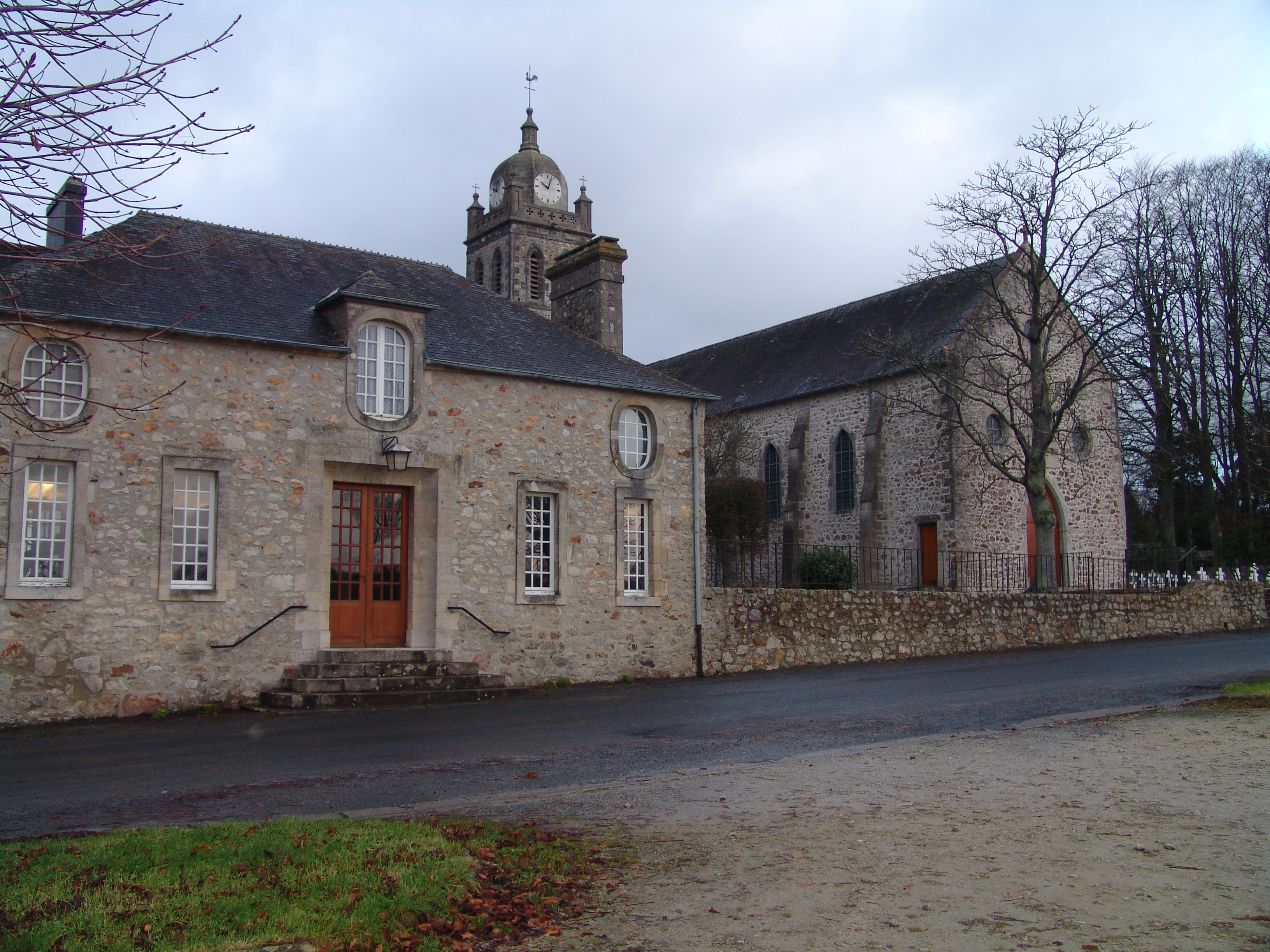
Trappistenabtei Notre-Dame-de-Grâce

## Persönlichkeiten
- Roger Lemerre, französischer Fußballspieler und Fußballtrainer
- Charles Rouxel (* 1948), Radrennfahrer

## Partnerschaften
- Alresford, Großbritannien
- Lachendorf, Deutschland